# Lavini Lusci
Lavini Lusci, en llatí Lavinius Luscius, fou un poeta còmic romà, rival de Terenci que l'esmenta diverses vegades en els pròlegs de les seves comèdies.
Eli Donat menciona només el títol d'una de les seves comèdies, que és l'única que se li coneix, encara que ben segur en va escriure algunes altres. Volcaci Sedigit li assigna el novè lloc en la llista de poetes còmics, segons Aule Gel·li.